# Horst Lohr
Horst Lohr   (Hennersdorf, 26 de febrer de 1938) és un antic pilot d'enduro alemany que va destacar en competició durant la dècada del 1960, en què va guanyar 4 edicions del Trofeu als Sis Dies Internacionals (ISDT) amb la selecció de la RDA i un Campionat de la RDA d'enduro.
Operari a la cadena de muntatge de MZ, Lohr va treballar inicialment en l'afinació de motors i la construcció de les motocicletes d'enduro que pilotaven els seus companys de club del MC Zschopau. El 1958 va començar la seva carrera esportiva com a pilot i el 1961 va esdevenir pilot de fàbrica de la VEB Motorradwerk Zschopau (MZ). Aquell any va guanyar el Campionat de la RDA de 250cc. El 1960 va participar en els ISDT integrat a l'equip del Trofeu de la RDA i va guanyar-hi una medalla d'or. El 1963, juntament amb Günter Baumann, Peter Uhlig, Hans Weber, Bernd Uhlmann i Werner Salevsky, va guanyar el Trofeu als ISDT de Špindleruv Mlýn, Txecoslovàquia, cosa que va representar el primer triomf de la RDA als Sis Dies Internacionals. Més tard, Lohr va repetir aquest èxit a les edicions del 1964 (Erfurt), 1965 (illa de Man) i 1966 (Villingsberg). Als ISDT de 1967 i 1968 va formar part de l'equip A de la RDA al Vas d'argent, el qual va aconseguir el segon lloc de la classificació general en totes dues ocasions.